# Laothoes pacificus
Laothoes pacificus är en kräftdjursart som beskrevs av Gurjanova 1938. Laothoes pacificus ingår i släktet Laothoes och familjen Calliopiidae. Inga underarter finns listade i Catalogue of Life.